# Peter Isola
Peter Joseph Isola, OBE, GMH (* 1929 in Gibraltar; † 28. Januar 2006) war ein Politiker aus Gibraltar.

## Leben
Isola begann nach dem Besuch des 1593 gegründeten Stonyhurst College ein Studium der Rechtswissenschaften am Pembroke College der University of Oxford und war danach als Rechtsanwalt tätig. Er wurde am 21. September 1956 zum Mitglied des siebenköpfigen Legislativrates (Legislative Council) gewählt und bei den Wahlen am 24. September 1959 sowie 11. September 1964 mit dem zweitbesten Ergebnis wiedergewählt. Für seine Verdienste wurde ihm das Offizierskreuz des Order of the British Empire (OBE) verliehen.
Nach der Verabschiedung der neuen Verfassung (Gibraltar Constitution Order 1969) wurde Isola für die von ihm und seinem Bruder William Martin Isola gegründete Isola Group bei den Wahlen am 30. Juli 1969 in das neu geschaffene  Versammlungshauses von Gibraltar (Gibraltar House of Assembly) gewählt. Daraufhin bildete seine Isola Group eine Koalition mit der Integration with Britain Party (IWBP) von Robert Peliza. Nachdem dieser am 6. August 1969 Chief Minister von Gibraltar wurde, wurde Isola am 28. August 1969 zum stellvertretenden Chief Minister in dessen Kabinett berufen, während sein Bruder William Isola Minister für Tourismus und Gemeindedienste wurde.
Bei den darauf folgenden vorgezogenen Wahlen am 23. Juni 1972 schlossen sich die IWBP von Periza und die Isola Group zusammen. Diese gewann allerdings nur noch sieben der 15 Mandate, während die Association for the Advancement of Civil Rights (AACR) acht Mandate gewann, so dass deren Vorsitzender Joshua Abraham Hassan neuer Chief Minister wurde. Nach der Auflösung der IWBP 1975 trat er der Gibraltar Democratic Movement (GDM) unter dem Vorsitz von Joe Bossano bei und wurde für diese bei den Wahlen am 29. September 1976 erneut zum Mitglied des House of Assembly gewählt. Nach Auflösung der GDM gründete Joe Bossano 1978 die Gibraltar Socialist Labour Party (GSLP), während Isola zusammen mit Maurice Xiberras die aus der GDM hervorgegangenen Democratic Party for a British Gibraltar (GPBG) gründete. Nachdem Xiberras 1979 sein Abgeordnetenmandat und den Vorsitz der GPBG niederlegte, wurde Isola neuer Parteivorsitzender. Aus den Wahlen am 6. Februar 1980 ging die Democratic Party for a British Gibraltar mit sechs von 15 Sitzen als zweitstärkste Kraft hervor, so dass Isola von Bossano den Posten als Oppositionsführer (Leader of the Opposition) übernahm.
Bei den darauf folgenden Wahlen am 26. Januar 1984 kandidierte Isola, dem auch die  Gibraltar Medallion of Honour (GMH) verliehen wurde, zwar erneut für einen Sitz im House of Assembly, belegte mit 2946 erhaltenen Stimmen allerdings nur den 17. Platz der zu vergebenen 15 Parlamentsmandate und schied somit nach 28 Jahren aus dem Parlament aus. Nach dieser Niederlage zog er sich aus der Politik zurück und nahm als Partner der Kanzlei Isola & Isola seine anwaltliche Tätigkeit wieder auf. Die Democratic Party for a British Gibraltar selbst löste sich 1985 auf.